# Tisch School of the Arts
Tisch School of the Arts (også kaldet Tisch og TSOA) er en af de 15 skoler, der udgør New York University. Tisch blev grundlagt i 1965 og er et af USA's førende centre for studier i scenekunst.
Tisch tilbyder flere bacheloruddannelser og studieprogrammer på kandidatniveau, fx indenfor dans, drama, film, musik, dramatik, fotografi og musikteater. Skolen tilbyder også et businessprogram i samarbejde med NYU's Stern School of Business.
Tisch blev grundlagt med fokus på film og teater men har etableret sig som et af de førende skoler i landet med afdelinger indenfor dans, teater design og filmstudier. Skolen har syv bachelorprogrammer og ti overbygningsuddannelser.
Med en gave fra Laurence A. og Preston Robert Tisch blev det i 1982 muligt at erhverve og renovere nr. 721 på Broadway, hvor de fleste af skolens uddannelser i øjeblikket har til huse. Skolen fik ved den lejlighed sit nuværende navn.
Overbygningsuddannelserne på Tisch School of the Arts har siden starten i 1966 udviklet sig til nogle af de mest krævende og anerkendte MFA-programmer. Programmet modtager årligt ansøgninger fra over 900 skuespillere, men kun 16 bliver optaget.
Afdelingen for dans er også ekstremt selektiv, idet i gennemsnit blot 30 dansere optages årligt. Underviserne har erfaring fra anerkendte kompagnier, fx Houston Ballet, Merce Cunningham's Company og American Ballet Theatre blandt andre.
Tisch har også et institut for film og TV. Det fireårige bacheloruddannelse giver de studerende en bred forståelse af de æstetiske, tekniske og praktiske aspekter ved film- og tv-produktion. I en rapport fra 2001 blev Tischs filmskole placeret som en af de bedste i landet. Blandt skolens kendte studerende kan Oliver Stone
og Martin Scorsese nævnes.